# العلاقات الألمانية الهندية
إن العلاقات الثنائية بين الهند وألمانيا قوية بشكل تقليدي بسبب التعاون التجاري والثقافي والتكنولوجي.

## العلاقات الاستراتيجية
تُعد العلاقات الإستراتيجية بين الهند وألمانيا محدودة بسبب عدم أهمية التأثير الجيوسياسي الألماني في الشؤون الآسيوية. لا تملك ألمانيا أي أثر استراتيجي في آسيا على عكس فرنسا والمملكة المتحدة.
نما حجم التجارة الهندية الألمانية، وانخفضت أهميتها خلال العقد الماضي. بلغ إجمالي قيمة التجارة بين الهند وألمانيا، وفقًا لبيانات اجتماع الخبراء في وزارة التجارة الهندية، 5.5 مليار دولار (نسبة 3.8% من التجارة الهندية، في المرتبة السادسة) في عام 2004، و21.6 مليار دولار (نسبة 2.6% من التجارة الهندية، في المرتبة التاسعة) في عام 2013. بلغت قيمة الصادرات الهندية إلى ألمانيا 2.54 مليار دولار (نسبة 3.99% في المرتبة السادسة) في عام 2004، و7.3 مليار دولار (2.41% في المرتبة العاشرة) في عام 2013. بلغت قيمة الواردات الهندية من ألمانيا 2.92 مليار دولار (3.73% في المرتبة السادسة) في عام 2004، و14.33 مليار دولار (2.92% في المرتبة العاشرة) في عام 2013.

### إعادة التنظيم الجيوسياسي العالمي
تسعى الهند وألمانيا سوية لتصبحا عضوين دائمين في مجلس الأمن التابع للأمم المتحدة، وانضمتا إلى اليابان والبرازيل لتنسيق جهودهما عبر مجموعة الدول الأربعة. رفض أعضاء الدول الأعضاء الدائمين في مجلس الأمن التابع للأمم المتحدة (الخمس الكبار) أي فكرة لتخفيف قوتهم على طاولة الأمم المتحدة المستديرة؛ وأضعفوا بشدة جهود مجموعة الدول الأربعة في الوصول إلى النادي الخاص بهم في قمة الجمعية العامة للأمم المتحدة في نيويورك في سبتمبر عام 2015.
أشارت الهند إلى الأولوية المباشرة في تعزيز العلاقات الاقتصادية والسياسية الثنائية مع الدول المجاورة، وذلك في الوقت الذي أكدت فيه استمرارها في المطالبة بمقعد دائم يتمتع بحق النقض (الفيتو) في مجلس الأمن بعد إصلاحه بامتيازات مماثلة لامتيازات الدول الخمس. يشكل الإجماع السائد داخل الأمم المتحدة على تمثيل أوروبا المبالغ به بالفعل في مجلس الأمن، إلى جانب المعارضة الراسخة من داخل أوروبا للترشيح الألماني، عقبات قوية تواجه ألمانيا.
أثرت مراجعة واقعية القوة الجيوسياسية لمجموعة الدول الأربعة في الجمعية العامة للأمم المتحدة في عام 2015، والاضطرابات الجيوسياسية الآسيوية على اختيار الهند لإعادة التركيز على العلاقات الثنائية الإستراتيجية مع فرنسا والمملكة المتحدة، العضوان في مجموعة الخمس الكبار في مجلس الأمن التابع للأمم المتحدة. يخضع التأثير الألماني على الساحة العالمية للاحتواء الفرنسي والبريطاني، واللذين يُعتبران من الجهات الفاعلة الرئيسية في مجال الأمن العالمي. إن القيود المفروضة بموجب معاهدة 1990 بشأن التسوية النهائية فيما يتعلق بألمانيا تُخضِع ألمانيا فعليًا للدول الأربع (الولايات المتحدة الأمريكية والمملكة المتحدة وفرنسا وروسيا). أُخِذت حتمية إعادة تنظيم أمني في أوراسيا، والتحول الوشيك للمشهد السياسي داخل الاتحاد الأوروبي بسبب ازدياد الشكوكية الأوروبية، وتدهور الوضع الأمني بسرعة على الأطراف الشرقية والجنوبية للاتحاد الأوروبي، ومناورة روسيا والصين الحازمة في مجالات نفوذهما التقليدية، وتحالفات لموازنة ومنع الهيمنة الألمانية على أوروبا الغربية في نهاية المطاف، واستبعاد انضمام ألمانيا إلى مجلس الأمن الدولي بعين اعتبار المخططين الاستراتيجيين الهنود.
ظن ماتياس روست، الطيار الألماني الشهير الذي ساهم في سقوط الاتحاد السوفيتي من خلال هبوط طائرة صغيرة بالقرب من الساحة الحمراء في موسكو في 28 مايو 1987؛ في مقابلة مع الصحيفة الهندوسية بمناسبة الذكرى السنوية الخامسة والعشرين لإعادة توحيد ألمانيا، أن فشل الدول الغربية الحكومي في الحفاظ على المعايير الأخلاقية والحفاظ على أولوية المثل الديمقراطية خلق عدم الثقة بين الشعوب والحكومات. اقترح روست، بالحديث عن نشأة حرب باردة جديدة بين روسيا والقوى الغربية، أن الهند يجب أن تتعامل بحذر وتتجنب التشابك قائلًا: «ستُعامل الهند بشكل أفضل إذا اتبعت سياسة الحياد أثناء التفاعل مع الدول الأعضاء في الاتحاد الأوروبي، وذلك في حين اتباع القوى الأوروبية الكبرى في الوقت الحاضر السياسة الخارجية للولايات المتحدة بدون قلق». لفت روست الانتباه إلى ذريعة الحرب التي تغذي الشكوكية الأوروبية قائلًا: «هيمنت الشركات التجارية على الحكومات، وتوقف المواطنون عن الاهتمام بالسياسة العامة».

## الدفاع والأمن
تحافظ الهند وألمانيا على حوار مستمر في مجالات الأمن البحري التجاري، وتتعاونان في مجال مكافحة الإرهاب. أجرت البحرية الهندية والبحرية الألمانية تدريبات مشتركة في عام 2008 للمرة الأولى، وذلك بعد اتفاقية تعاون لمكافحة القرصنة بين البلدين وُقِّعت في عام 2006.[بحاجة لمصدر]
يُعد الجيش الألماني منظمًا بشكل أساسي للدفاع عن أوروبا الشرقية ولدعم عمليات الناتو في مسرح عمليات أوروبا الغربية. لا تمتلك ألمانيا فقط أي أراضي ذات سيادة في منطقة المحيط الهادئ والهندي، على عكس المملكة المتحدة وفرنسا، ولكنها أيضًا غير قادرة على فرض قوتها. إن قيود القوى العاملة والسلاح المفروضة على ألمانيا من خلال معاهدة عام 1990 بشأن التسوية النهائية فيما يتعلق بألمانيا تمنعها من تطوير القوات الاستكشافية وأصول بحرية المياه الزرقاء.
شكلت المشاعر العامة العدائية في ألمانيا تجاه العمليات القتالية في الخارج، وعجز ألمانيا عن الاستمرار بشكل مستقل في عمليات نشر القوات العسكرية طويلة المدى، عقبات أمام إقامة علاقة إستراتيجية دفاعية ذات مغزى.

## التعاون الثقافي والتعليمي
دعمت ألمانيا البرامج التعليمية والثقافية في الهند. ساعدت أيضًا في إنشاء المعهد الهندي للتكنولوجيا في مدراس (تشيناي) بعد أن وقعت الحكومتان على اتفاقية في عام 1956، وزادت تعاونها وتزويدها بالتكنولوجيا والموارد على مدى عقود للمساعدة في توسيع المعهد.
ذهب مصمم الطائرات الألماني كورت دايفيد، الذي عمل لصالح فوك وولف خلال الحرب العالمية الثانية، في أواخر الستينيات للعمل في الهند. عُيِّن كورت أولاً مديرًا لمعهد مدراس للتكنولوجيا، وانضم بعدها إلى شركة هندوستان آيرونوتيكس حيث صمم طائرة هندوستان ماروت المقاتلة، وهي أول طائرة عسكرية صُنِعت في الهند. غادر كورت الشركة في عام 1967، وعاد للعيش في برلين بحلول سبعينيات القرن العشرين.
أنشأت كلتا الدولتين مركز العلوم والتكنولوجيا الهندي الألماني في نيودلهي لتعزيز البحث والتطوير المشتركين في تقنيات الطاقة والبيئة والفحم والمياه.
وقعت الهند وألمانيا مذكرة تفاهم بشأن تدريس اللغة الألمانية في سلسلة المدارس المركزية العامة في الهند، والإدخال المتبادل للغتين السنسكريتية والهندية الحديثة في المدارس الحكومية في ألمانيا.
اعتمدت العديد من المؤسسات التعليمية الألمانية على خدمات الإطلاق عبر الأقمار الصناعية التي تقدمها منظمة البحوث الفضائية الهندية اعتبارًا من عام 1999. أُطلِق كل من دي أل أر-توبسات، وبي آي أر دي، وروبين-8، وكومباس-1، وروبين-9إيه، وروبين-9بي، وبيسات، ويو دبليو أي-2 وإيه آي إس إيه تي باستخدام مركبة إطلاق الأقمار الصناعية القطبية.[بحاجة لمصدر]

## مقارنة بين البلدين
هذه مقارنة عامة ومرجعية للدولتين:
| وجه المقارنة                                              | ألمانيا                                                                              | الهند                       |
| --------------------------------------------------------- | ------------------------------------------------------------------------------------ | --------------------------- |
| المساحة (كم2)                                             | 357.41 ألف                                                                           | 3.29 مليون                  |
| عدد السكان (نسمة)                                         | 81.29 مليون                                                                          | 1.35 مليار                  |
| الكثافة السكانية (ن./كم²)                                 | 227.44                                                                               | 410.33                      |
| العاصمة                                                   | بون، برلين                                                                           | نيودلهي                     |
| اللغة الرسمية                                             | اللغة الألمانية                                                                      | اللغة الهندية، لغة إنجليزية |
| العملة                                                    | يورو، مارك ألماني                                                                    | روبية هندية                 |
| الناتج المحلي الإجمالي (بليون دولار)                      | 3.68 تريليون                                                                         | 2.60 تريليون                |
| الناتج المحلي الإجمالي (تعادل القوة الشرائية) بليون دولار | 3.92 تريليون                                                                         | 8.00 تريليون                |
| الناتج المحلي الإجمالي الاسمي للفرد دولار أمريكي          | 41.31 ألف                                                                            | 1.60 ألف                    |
| الناتج المحلي الإجمالي للفرد دولار أمريكي                 | 46.40 ألف                                                                            | 5.70 ألف                    |
| مؤشر التنمية البشرية                                      | 0.926                                                                                | 0.609                       |
| رمز المكالمات الدولي                                      | +49                                                                                  | +91                         |
| رمز الإنترنت                                              | .de                                                                                  | .in، .भारत ‏، .بھارت ‏،        |
| المنطقة الزمنية                                           | توقيت وسط أوروبا، ت ع م+01:00، ت ع م+02:00، توقيت أوروبا الوسطى المعياري (ت غ م +1) ‏ | ت ع م+05:30، توقيت الهند    |

## مدن متوأمة
في ما يلي قائمة باتفاقيات التوأمة بين مدن ألمانية وهندية:
- ترتبط كيمنتس مع تشيناي باتفاقية توأمة منذ 1970.
- ترتبط شتوتغارت مع مومباي باتفاقية توأمة منذ 1962.[37][37][38][39]
- ترتبط بريمن مع بونه باتفاقية توأمة منذ 1976.[40][40][40]
- ترتبط فرانكفورت مع تشيناي باتفاقية توأمة منذ 3 أكتوبر 1990.[41][41][41][41]
- ترتبط بافاريا مع كارناتاكا باتفاقية توأمة.
- ترتبط إسلينغن آم نيكار مع كويمباتور باتفاقية توأمة منذ 1996.

## منظمات دولية مشتركة
يشترك البلدان في عضوية مجموعة من المنظمات الدولية، منها:
| علم المنظمة | اسم المنظمة                        | تاريخ انضمام ألمانيا | تاريخ انضمام الهند |
| ----------- | ---------------------------------- | -------------------- | ------------------ |
|             | مؤسسة التمويل الدولية              | 20 يوليو 1956        | 20 يوليو 1956      |
|             | يونسكو                             | 11 يوليو 1951        | 4 نوفمبر 1946      |
|             | مؤسسة التنمية الدولية              | 24 سبتمبر 1960       | 24 سبتمبر 1960     |
|             | وكالة ضمان الاستثمار متعدد الأطراف | 12 أبريل 1988        | 6 يناير 1994       |
|             | منظمة حظر الأسلحة الكيميائية       | 29 أبريل 1997        | ?                  |
|             | البنك الإفريقي للتنمية             | ?                    | ?                  |
|             | الاتحاد الدولي للاتصالات           | 1866                 | 1869               |
|             | الأمم المتحدة                      | 18 سبتمبر 1973       | 30 أكتوبر 1945     |
|             | منظمة الشرطة الجنائية الدولية      | ?                    | ?                  |
|             | مجموعة العشرين                     | 26 سبتمبر 1999       | ?                  |
|             | البنك الدولي للإنشاء والتعمير      | 14 أغسطس 1952        | 27 ديسمبر 1945     |
|             | الفريق المعني برصد الأرض           | ?                    | ?                  |
|             | الاتحاد البريدي العالمي            | 1 يوليو 1875         | ?                  |
|             | منظمة التجارة العالمية             | ?                    | 1995               |
|             | المنظمة الهيدروغرافية الدولية      | ?                    | ?                  |
|             | بنك التنمية الآسيوي                | 1966                 | 1966               |
|             | نظام تحكم تكنولوجيا القذائف        | 1987                 | 2016               |

## أعلام
هذه قائمة لبعض الشخصيات التي تربطها علاقات بالبلدين:
- آنيتا ديساي (روائية هندية، 24 يونيو 1937[63][64][65] –)
- أنيتا بوس بفاف (29 نوفمبر 1942 –)
- إيفيلين شارما (12 يوليو 1980 –)
- بامبا ساذرلاند (أميرة البنجاب، 29 سبتمبر 1869 – 10 مارس 1957)
- توم ألتر (ممثل هندي، 22 يونيو 1950 – 29 سبتمبر 2017)
- جوسيف فينكلر (سياسي ألماني، 5 أبريل 1974 –)
- ديا ميرزا (ممثلة هندية، 9 ديسمبر 1981 –)
- راهول بيتر داس (7 يوليو 1954 –)
- كلاوديا سيسلا (ممثلة ألمانية، 12 فبراير 1987[66] –)
- كوستجا أولمان (ممثل ألماني، 30 مايو 1984[67] –)
- كولين أولمن فريناديز (26 سبتمبر 1981[68][69] –)
- كيران ديساي (مؤلفة هندية، 3 سبتمبر 1971 –)
- لارا دوتا (16 أبريل 1978[70] –)
- ماركوس هيلبرت (لاعب كرة مضرب ألماني، 1 يوليو 1971 –)
- هارون فاروكى (9 يناير 1944[71][72][73] – 30 يوليو 2014[74][75][76])

## وصلات خارجية
- موقع وزارة الخارجية الألمانية
- موقع وزارة الخارجية الهندية